# أوميت أوزات
أوميت أوزات (بالتركية: Ümit Özat)‏ (مواليد 30 أكتوبر 1976) هو لاعب كرة قدم. يلعب مع منتخب تركيا لكرة القدم. سبق له أن لعب في كأس العالم لكرة القدم مع منتخب بلاده.

## مسيرته الكروية
لعب أوميت أوزات خلال مسيرته الاحترافية مع 5 أندية في ستة عشر موسمًا وسجل خلالها 23 هدفًا ضمن 413 مباراة. حيث فاز في موسم واحد بالكأس وفي ثلاثة مواسم بالدوري.
خاض أوميت أوزات مسيرته مع كجيرنكوجي ‏ في موسم 1994–95 لمدة موسم واحد، مشاركًا في 25 مباراة ولم يسجل أي هدف. ثم انتقل إلى نادي غنتشلربيرليغي في موسم 1995–96 ليلعب معه ستة مواسم، حيث شارك في 147 مباراة سجل خلالها 10 أهداف. لينتقل بعدها إلى نادي بورصة سبور في موسم 2000–01 لمدة موسم واحد، مشاركًا في 24 مباراة سجل خلالها هدفًا واحدًا. ثم انتقل إلى نادي فنربخشة في موسم 2001–02 ليلعب معه ستة مواسم، مشاركًا في 182 مباراة سجل خلالها 12 هدفًا. هذا وانتقل لاحقًا إلى نادي كولن في موسم 2007–08 ولمدة موسمين، مشاركًا في 35 مباراة ولم يسجل أي هدف.

## روابط خارجية
- أوميت أوزات على موقع الاتحاد الدولي (مؤرشف)  (الإنجليزية)
- أوميت أوزات على موقع الاتحاد الأوربي (الإنجليزية)
- أوميت أوزات على موقع اتحاد تركيا (لاعب) (الإنجليزية)
- أوميت أوزات على موقع اتحاد تركيا (مدرب) (الإنجليزية)
- أوميت أوزات على موقع قاعدة بيانات كرة القدم.إي يو (الإنجليزية)
- أوميت أوزات على موقع بيانات كرة القدم. دي إي (الألمانية)
- أوميت أوزات على موقع ناشيونال فوتبول تيمز (الإنجليزية)
- أوميت أوزات على موقع عالم كرة القدم.نت (الإنجليزية)